# Intrastat
Intrastat (kurz für Innergemeinschaftliche Handelsstatistik, auch ICTS) ist eine Statistik der EU-Mitgliedstaaten über den Intrahandel und beruht auf der Verordnung (EU) 2019/2152 vom 27. November 2019 über europäische Unternehmensstatistiken.
Diese EU-Verordnung und die EG-Verordnung Nr. 1982/2004 regeln unionsweite Mindeststandards der handelsstatistischen Erfassung.
Intrastat-Meldungen dienen zur Erfassung des tatsächlichen Warenverkehrs zwischen den Mitgliedstaaten der Europäischen Gemeinschaft. Unternehmen müssen Versendungen und Eingänge zentral melden, in Deutschland an das Statistische Bundesamt. Die Abgabe dieser Meldungen ist in allen EU-Mitgliedstaaten verbindlich.

## Zweck der Intrastat-Meldungen
Intrastat-Meldungen werden zusammengefasst in der sog. Intrahandelsstatistik. Aus ihr können aktuelle Daten über den innergemeinschaftlichen Handel Deutschlands bereitgestellt werden. Dies geschah vor dem vollendeten Europäischen Binnenmarkt aus den Daten der Zollabwicklung. Mit dem Wegfall einer solchen Abwicklung bei Versendung oder Eingang von Gemeinschaftsware vom einen in den anderen Mitgliedstaat wurde die Einführung der Intrastat-Meldungen notwendig. Angaben über den Warenverkehr sind dienlich zur Beantwortung von Fragen rund um Handelspolitik, Entwicklungspolitik u. a.

## Meldepflichtiger
Im Versendungsfall ist generell derjenige zur Meldeabgabe verpflichtet, der eine innergemeinschaftliche Lieferung gemäß Umsatzsteuergesetz (UStG) ausführt.
Umgekehrt ist grundsätzlich derjenige auskunftspflichtig, der einen innergemeinschaftlichen Erwerb im Sinne des UStG tätigt. Wer meldepflichtig ist, erfährt das Bundesamt über das zuständige Finanzamt durch die Umsatzsteuervoranmeldungen des Unternehmens. Anhand der Zahlen lassen sich beide Meldungen miteinander abstimmen.

## Meldepflichtige Warenbewegungen
Nicht nur der klassische Warenhandel wird erfasst, sondern der gesamte Warenverkehr.
So unterliegen grundsätzlich alle aus einem Mitgliedstaat in einen anderen Mitgliedstaat beförderten Waren der Intrastat-Statistik. Hierunter fallen auch Transaktionen ohne Eigentumsübertragung, z. B. Miete und Leasing. Bis 2006 waren in Deutschland ferner Reparaturen meldepflichtig. Ab Januar 2007 sind Reparaturen und Wartungsarbeiten von der Anmeldung zur Intrahandelsstatistik befreit.

## Form der Anmeldung
Intrastat-Meldungen werden beim Statistischen Bundesamt in Wiesbaden bis zum 10. Arbeitstag nach Ablauf des Berichtsmonats abgegeben. Die Meldungen müssen elektronisch erfolgen und werden vom Statistischen Bundesamt einer Vielzahl von verschiedenen Plausibilitätskontrollen unterzogen.
Die Meldungen sind auf elektronischem Wege zu übermitteln. Als Mittel stehen dabei das IDEV-Meldesystem, in dem zwischen zwei verschiedenen Meldesystemen (Online-Formularmeldung oder Datei-Upload) gewählt werden kann und das Meldeverfahren eSTATISTIK.core zur Verfügung. 

## Befreiungen
Von der Meldepflicht befreit für die jeweilige Verkehrsrichtung sind in Deutschland Unternehmen, deren im Intrahandel getätigten jährlichen Versendungen oder Eingänge in andere Mitgliedstaaten 500.000 Euro (Versendung) bzw. 800.000 Euro (Eingang) im laufenden Jahr oder im Vorjahr nicht überschritten haben. Wird die vorgenannte Wertgrenze im laufenden Jahr überschritten, sind ab dem Monat statistische Meldungen abzugeben, in dem die Schwelle überschritten wurde. 
Befreit sind außerdem Privatpersonen sowie Auskunftspflichtige, die von der Abgabe einer periodischen Steueranmeldung befreit sind.
In Österreich liegt die entsprechende Assimilationsschwelle für die Statistik des Warenverkehrs zwischen den Mitgliedstaaten bei 750.000 Euro pro Jahr.
In Italien ist seit 2011 jede Geschäftsabwicklung mit dem Ausland Intrastat-meldepflichtig (auch Kleinstbeträge). Jedes Unternehmen welches Einkäufe und/oder Verkäufe im Ausland tätigen will, muss zudem 30 Tage vor Ausführung eine Erklärung an die Agentur der Einnahmen abgeben.

## Statistik
| Jahr | Ausfuhr         | Einfuhr       |
| ---- | --------------- | ------------- |
| 2008 | 984 Mrd. Euro   | 806 Mrd. Euro |
| 2011 | 1 061 Mrd. Euro | 903 Mrd. Euro |
| 2013 | 1 088 Mrd. Euro | 890 Mrd. Euro |
| 2016 | 1 204 Mrd. Euro | 955 Mrd. Euro |

lt. DESTATIS